# Кшемень (Західнопоморське воєводство)
Кшемень (пол. Krzemień) — село в Польщі, у гміні Добжани Старгардського повіту Західнопоморського воєводства.
Населення — 157 осіб (2011).
У 1975-1998 роках село належало до Щецинського воєводства.

## Демографія
Демографічна структура станом на 31 березня 2011 року:
|          | Загалом | Допрацездатний вік | Працездатний вік | Постпрацездатний вік |
| -------- | ------- | ------------------ | ---------------- | -------------------- |
| Чоловіки | 83      | 24                 | 51               | 8                    |
| Жінки    | 74      | 14                 | 41               | 19                   |
| Разом    | 157     | 38                 | 92               | 27                   |